# Рударство у Русији
Индустрија рударства у Русији једна је од водећих светских рударских индустрија и чини велики проценат производње Заједнице независних држава низа минералних производа, укључујући метале, индустријске минерале и фосилна горива. Русија се 2005. године сврстала међу водеће светске произвођаче или је била значајан произвођач широког спектра минералних сировина, укључујући алуминијум, арсен, бакар, магнезијум, азот, паладијум, силицијум, никл и ванадијум.
2005. године руска економија је имала значајне користи од високих цена нафте, гаса и метала. Приходи од нафте чинили су око 14% БДП-а. После индустрије фосилних горива, следећа водећа грана минералне индустрије, по свом доприносу националној економији, био је металуршки сектор, који је допринео са 19% вредности индустријске производње, и чинио је 11,1% вредности индустријског капитала и запошљаво 9,3% индустријске радне снаге. У 2005. години укупно је 1.071.000 људи било запослено у сектору вађења минерала што је чинило 1,6% радне снаге у земљи. Улагање у вађење минерала и металургију чинило је око 20% укупних инвестиција у руску економију.

## Законодавство
О новом закону о подземним ресурсима расправљало се од 2005. године. Претходни закон из 1992, измењен и допуњен, не намеће никаква посебна ограничења за компаније са страним учешћем, са изузетком дијаманата и радиоактивних материјала, али изгледа да ће се то променити на штету страних компанија, посебно оних заинтересованих за велика улагања или стратешка лежишта, попут лежишта бакра Удокан или налазишта злата Сухој Лог.
Списак савезних налазишта припремила је Федерална агенција за природне ресурсе у августу 2008. године и састоји се од 985 копнених налазишта, укључујући 163 поља угљоводоника. Актуелно руско законодавство наводи да депозити имају федерални или стратешки значај ако садрже резерве уранијума, дијаманата, посебно чистих кварцних сировина, никла, берилијума, тантала, литијума, ниобијума и платине. Ова налазишта такође укључују поља са обновљивим резервама преко 70 милиона тона нафте, 50 милијарди кубних метара природног гаса, 50 тона златних жила, 500.000 тона бакра.

## Производња
У 2005. години вредност производње рудника и ископавања, укључујући вађење минералних горива, порасла је за 1,3% у поређењу са 2004. годином; када се искључе минерална горива, која је пала за 3,2%.

## Структура
Производња у сектору минерала била је високо концентрисана 2005. године. За више од 10 минерала, већину производње водила је једна компанија. Гаспром је контролисао готово целокупну производњу природног гаса у Русији, Рударско-металуршка компанија Norilsk Nickel произвела је више од 90% руског метала никла и платине, а компанија АЛРОСА произвела је готово сав дијамант у земљи. Министарство природних ресурса известило је да су индустрија бакра и других минерала такође високо концентрисане, али да је ситуација боља за угаљ и алувијално злато. Упркос овој концентрацији, руске металуршке и рударске компаније су средње величине у поређењу са онима у другим земљама; у сектору челика руски произвођачи су углавном мањи од својих међународних колега.

## Трговина
Вредност извоза минерала расте последњих година; а 2005. године сектор минерала је чинио више од 70% вредности извоза. Минерална горива су по вредности била далеко водећа категорија извоза. У 2005. години минерални производи су чинили око 12% укупне вредности увоза, од чега су метали увезени из и изван Заједнице независних држава више од 70%.

## Минерални ресурси
Истражено је приближно 20.000 руских налазишта минерала, а више од једне трећине су рудници. Министарство природних ресурса навело је озбиљне проблеме у том сектору, који су укључивали исцрпљивање резерви и ниску стопу откривања нових резерви. Систем извештавања о резервама у Совјетском Савезу (и који је Русија врло често користила за извештавање о ресурсима) заснован је на успостављању параметара бушења како би се утврдила извесност резерви. За разлику од методе која се користи у земљама са тржишном економијом, ова метода не укључује употребу тржишно заснованих економских критеријума за утврђивање изводљивости развоја ових ресурса користећи тренутну технологију под превладавајућим тржишним условима. Према томе, подаци о резервама засновани на совјетској методи не могу се упоређивати са дефиницијама резерви у тржишној економији. Штавише, совјетски подаци о резервама многих минералних сировина или су држани у тајности или их је било тешко добити, а исто важи и за руске податке о минералним ресурсима. Међутим, од 2005. руске компаније почеле су да траже излаз на западна тржишта и берзе како би прикупиле новац у већим количинама и јефтиније него у Русији. Укинути су бројни закони о државној тајни, што је навело неке руске компаније да почну извештавати о својим резервама и ресурсима у складу са кодексом Аустралијског заједничког одбора рудних резерви Аустралијског института за рударство и металургију.

### Метали

#### Алуминијум
РУСАЛ је била водећа руска компанија за производњу алуминијума у Русији и, заједно са СУАЛ-ом, који је био другопласирани домаћи произвођач алуминијума и водећи домаћи произвођач боксита, контролисао је сва руска предузећа за производњу алуминијума, глинице и боксита. Планови за РУСАЛ тражили су спајање њихових ресурса са ресурсима СУАЛ-а и швајцарске компаније Glencore како би постали Уједињена компанија РУСАЛ. Ово спајање започело би нову фазу у развоју РУСАЛ-а и учинило га глобалним лидером у производњи алуминијума.
РУСАЛ је инвестирао у проширење и модернизацију својих производних погона. Био је ангажован на пуштању у рад топионице алуминијума Хакас, капацитета 300.000 т/год. Планови за РУСАЛ такође су захтевали модернизацију топионице алуминијума у Сајаногорску у 2006. години ради повећања производње алуминијума и легура и модернизацију рафинерије глинице Николајев у Украјини ради повећања производње на 1,6 Мт/год глинице. РУСАЛ је такође планирао да настави да проширује производне капацитете у рафинерији глинице Ачинск, повећавајући производњу на 1,1 Мт/г глинице. У инвестиционе пројекте компаније укључен је и пројекат Коми Алуминијум, који је покренуо СУАЛ. Пројект предвиђа развој, изградњу и рад комплекса боксит-глиница у Републици Коми, користећи материјал из лежишта боксита у Средњем Тиману. Пројектни капацитет комплекса је 6 Мт/год боксита и 1,4 Мт/год глинице. Завршетак овог пројекта знатно би смањио зависност руске индустрије алуминијума од иностраних земаља.

#### Бакар
Више од 51% руске производње бакра производи фирма Norilsk Nickel из руде коју компанија копа. Остатак потиче од знатно мање количине руде ископане на планини Урал и велике количине секундарног материјала. Како се руде богате никлом у Norilsk Nickel исцрпљују, Norilsk Nickel ће се пребацити на вађење већих количина руда, а то ће бити првенствено руде које имају већи садржај бакра у односу на садржај никла од руда богатих никлом, али нижи садржај оба метала. Ова промена могла би повећати производњу бакра док Norilsk Nickel покушава да одржи ниво производње никла. Чини се да је стратегија Norilsk Nickel да до 2010. године да одржи производњу руда богатих никлом, што може одложити значајан пораст производње бакра.
Водећи произвођач бакра у Уралској планини - Уралска рударска и металуршка компанија - контролише велики број рударских и металуршких предузећа на Уралу. Компанија је планирала да развије своју сировинску базу и да повећа производњу бакра у концентрату на 105.000 т у 2010. са 72.000 т у 2003. Производња рудника на Уралу би се такође повећала јер се развој рудника одвија у компанији Russian Copper Company Limited, која је била трећи произвођач бакра у земљи и која је такође контролисала рударска и металуршка предузећа у региону Уралске планине. Развој великог лежишта Удокан у Читинској области још увек је на чекању. Резерве на Удокану и суседним налазиштима крећу се од 10 до више од 20 Мт бакра у руди са 0,7% до 4% бакра.

#### Злато
Русија је имала потешкоћа у ширењу производње злата, јер су се резерве у постојећим предузећима исцрпљивале, а компаније за вађење злата су имале веће потешкоће у добијању дозвола за копање нових налазишта. Раније су јединице локалне самоуправе могле да издају такве лиценце, али 2005. године ове лиценце су могле да се добију само преко руског Министарства природних ресурса са седиштем у Москви. Налазишта садрже 18,2% државних резерви, али су знатно исцрпљена, и већина постојећих рударских поступака вероватно неће преживети после 2011. године. Међутим, налазишта и даље доприносе са скоро 50% годишње производње. У 2005. години нису пуштена у производњу нова налазишта злата.
Више од половине руских ресурса злата у стенама налази се у лежиштима Мајскоје, Наталкинскоје, Нездањинскоје, Олимпијада и Сухој Лог у Сибиру и на руском Далеком истоку. Више од 66% руске производње злата долази из само шест источних региона (Амур, Иркутск, Хабаровск, Краснојарск, Магадан и Република Саха (Јакутија)). Током последње 4 године, стране компаније су контролисале 15% до 18% руске производње злата, што је био највећи удео било које робе у руској рударској индустрији. Ова предузећа у страном власништву произвела су укупно између 30 и 36 т/ год злата. Међу водећим руским произвођачима злата, Bema Gold Corp., Highland Gold Mining Ltd., High River Gold Mines, Kinross Gold Corp., и Peter Hambro Mining Plc., биле су стране компаније и/или под страном контролом. Очекивало се да ће пројекти које развијају ове стране фирме значајно допринети расту руске производње злата у наредних 5 година и могли би повећати руску производњу злата на око 250 т/год ако се сви успешно развију. Најнапреднији међународни пројекат био је развој лежишта Купол од стране Bema Gold Corp, где је планирано да производња почне 2008. године. Значајне количине злата као нуспродукта произведене су рударским операцијама у планини Урал и операцијама Norilsk Nickel-а у Источном Сибиру на полуострву Тајмир (165.000 унци у 2005. години).

#### Гвожђе и челик
Русија је четврти светски произвођач челика након Кине, Јапана и Сједињених Држава. Русија дели водећу улогу са Јапаном као водећим светским извозником челика. Од 1998. до 2005. руска производња челика повећала се за више од 50%. Између 1998. и 2005. године, улагања у сектор челика су се знатно повећала, што је побољшало економске показатеље за челичане и омогућило им да побољшају квалитет производа. Ипак, сектору челика и даље су потребна улагања како би се побољшала његова конкурентност и проширио производни капацитет. Према руској анализи, челичане у земљи могу се поделити у три категорије на основу нивоа технологије коју користе. Млинови у првој категорији су три највећа у земљи (Магнитогорск, Северстал и Новолипетск), који такође имају највиши технолошки ниво. На пример, ова прва група млинова има најмањи проценат производње отвореног типа, највећи ниво континуираног ливења и производи најквалитетнији асортиман производа од челика. Млинови челика другог нивоа су Чељабинск, Нижњи Тагил, Кузњецк, Оскол, Уралск и Западно-сибирски млин. Водећа холдинг компанија за челик у земљи била је Евраз (компанија која је регистрована у Луксембургу) која је поседовала и три водеће челичане у Русији (Кузњецк, Нижњи Тагил и Западни Сибир). Руски трећепласирани произвођач челика, Северстал, разговарао је о спајању са луксембуршким Арцелором, делом да би осујетио непријатељску понуду за преузимање компаније Арцелор од стране компаније Mittal Steel из Индије, која је консолидовала челичане широм света.

#### Руде гвожђа
Руске челичне компаније ослањале су се на руду гвожђа из домаћих налазишта. Ове наслаге су често биле у власништву више од једне руске компаније челика. 2005. године компаније челика купују произвођаче руде гвожђа како би помогле да њихове компаније постану вертикално интегрисане. Руски рудници гвоздене руде и железаре и челичане често су удаљене. Готово 60% резерви гвоздене руде налази се у магнетној аномалији Курск у европској Русији, а око 15% се налази у региону Уралских планина. Високо-квалитетне резерве на површинским коповима у Курској магнетној аномалији постају исцрпљене, иако ово подручје има значајне ресурсе нижег нивоа. Процењено је да ове зоне садрже 4 Гт резерви и до 60 Гт потенцијалних ресурса, али за експлоатацију таквих руда ниског степена потребна је скупа технологија.
Очекивало се да ће производња гвоздене руде бити у распону од 100 до 105 Мт/год до 2010. Даљи ограничени пораст производње руде гвожђа пројектован је до 2020. године без значајног проширења базе ресурса. Ресурсна база руде гвожђа није се сматрала врло атрактивном за инвестирање због ниског степена руде, технолошких проблема у вези са рударством и прерадом руда и пореских проблема. Индустрија гвоздене руде у Русији скочила је на прво место на свету после смрти Петра Великог I (1725).

#### Никл
У Русији, која је била водећа светска земља за производњу никла, више од 90% никла произвео је Norilsk Nickel, који је користио лежишта мешаних сулфидних руда углавном у близини Нориљска у Источном Сибиру, али и на Кољском полуострву. Предвиђена дугорочна производња руде за Norilsk Nickel у 2005. години повећана је на 22 Мт/год. Ниво производње у 2005. години износио је 14 Мт руде. Са ценама и потражњом метала на врло високим нивоима, нове веће пројекције биле су у складу са маркетиншком стратегијом Norilsk Nickel-а. Да би одржао и повећао ниво производње, Norilsk Nickel је планирао да пређе на вађење руда са већим делом бакра уместо руда богатих никлом, које су се исцрпљивале. Norilsk Nickel је такође развијао нове руднике да би заменио исцрпљене резерве руде богате никлом. Резерве бакарне руде компаније, којих има у изобиљу, имају много нижи садржај никла и нешто нижи бакар.
Рудник Скалисти, који се налази на полуострву Тајмир, био је у фази развоја од 2005. године; очекивало се да свој пројектни капацитет од 1,2 Мт/год руде богате никлом постигне за 6 до 7 година. Планирано је да Скалисти произведе 310.000 т руде у 2004. години. Развој рудника Глубоки, који се налази на полуострву Тајмир, био је у фази планирања. Глубоки и Скалисти производили би комбиновано 2 Мт/год руде богате никлом.
Упркос развојним плановима, препреке су спречавале Norilsk Nickel да инвестира у развој својих постројења. Улагање које је било планирано за период до 2010. резултирало би само скромним повећањем производње, мада би се избегло значајно смањење производње.
Amur Minerals Corporation открила је велику количину сулфидног никла на далеком истоку Русије. Главна вредност компаније је пројекат Кун-Мание који се налази у Амурској области, са ресурсима који прелазе 830.000 тона никла и позитивном независно сачињеном студијом ефективности.

#### Метали из групе платине (ПГМ)
Погони Norilsk Nickel (смештени углавном на полуострву Тајмир) у Источном Сибиру, а такође и на Кољском полуострву, производе више од 90% производње ПГМ у земљи. Отприлике 10 т/г ПГМ који се готово у потпуности састоји од платине ископано је из алувијалних наслага широм земље.
Русија је 2004. године укинула закон који је податке о производњи ПГМ чувао у тајности, а 2005. године закон који је тајио податке о резервама ПГМ. Влада је објавила податке о резервама за своје главне ПГМ поседе у комплексу Norilsk Nickel 2005. године. На основу независне ревизије коју је спровела компанија Micon International Co. Ltd. у складу са Кодексом аустралијског комитета за рудне резерве, резерве Norilsk Nickel комбинованих доказаних и вероватних резерви свих шест елемената из платинске групе (иридијум, осмијум, паладијум, платина, родијум и рутенијум) на поседима Norilsk Nickel у Источном Сибиру закључно са 31. децембром 2004. године износиле су 81,791 милиона трој унци. Доказане и вероватне резерве према извештају су 62,183 милиона трој унци паладијума и 15,993 милиона трој унци платине са опсегом руде у распону од 5,5 грама по метричкој тони (г/т) до 11,1 г/т. Измерено и назначено је да минерални ресурси износе додатних 141 милион трој унци паладијума и 40 милиона трој унци платине. Ове резерве су довољне да Norilsk Nickel одржи више од 20 година тренутне нивое производње паладијума и платине.
Упркос развојном плану Norilsk Nickel-а да значајно повећа вађење руде, компанија је напредовала спорије него што су то наводили њени планови и чини се да ће до 2010. покушати да одржи ниво производње на нивоу из 2005. године.

#### Калај
Производња калаја била је раширена током совјетског периода, док је СССР био четврти највећи произвођач калаја. Руда се копала у Солњечњи округу Хабаровске покрајине, крајњем северу Јакутије и Чукотки, Јеврејској аутономној области и у Примороју (Искра). Током година након перестројке производња калаја је опадала што је довело до банкрота и затварања готово свих постројења.
Оживљавање је започело око 2012. године, када је Sable Tin Deposit на државној аукцији преузео лежиште Sobolinoye. Компанија за калај Далеког истока је поново пустила у рад погон за прераду Горњи и започела са радом 2016. године у руднику Фестивалноје. Khingan Resources настоје да покрену прераду јаловине у руднику Khinganskoye у Јеврејској аутономној републици. Pravoumirskoye Lts покренуо је производњу у висококвалитетном руднику Pravoumirskoye у регији Хабаровск, упркос озбиљним инфраструктурним проблемима.
Додатно снабдевање се очекује из лежишта Сабле које је истражено у совјетско време, и упркос добијању техничких економских услова од Gipronickel 1993. године никада није развијено. Очекује се да ће из висококвалитетног налазишта у близини града Солњечни у Хабаровској покрајини бити издвојено преко 90 000 тона калаја и 53 000 тона бакра.

### Индустријски минерали

#### Дијамант
АЛРОСА је 2005. године чинила 97% руске производње дијаманата и око 25% светске производње сирових дијаманата. Њене главне рударске инсталације биле су лоциране у Републици Саха (Јакутија), али 2005. године компанија је започела производњу на налазишту дијаманата Ломоносов у северноевропском делу земље, у Архангељској области. Компанија је имала пет рударских предузећа у Републици Саха (Јакутија).
2005. године, АЛРОСА је успела да одржи ниво експлоатације рудника кроз свој програм постепеног преласка на подземно рударство ради вађења ниско-разредних резерви дијамантске руде. АЛРОСА је започела подземне операције у блоку бр. 7/8 подземног рудника Интернационалнији и наставила је изградњу подземних рудника Мир и Удачни. Да би одржала стабилно пословање, АЛРОСА би требала повећати своје резерве руде извођењем интензивних претрага нових налазишта дијаманата. Компанија је планирала да значајно повећа своје улагање у истраживање. Основана је нова истраживачка експедиција Мирни која се концентрисала на истраживање.
Дана 28. јуна 2005. године започета је пуна експлоатација компаније АЛРОСА у Архангељској области пуштањем у погон постројења за третман руде бр. 1 на налазишту Ломоносов. Постројење је пројектовано са капацитетом за прераду око 1 Мт/год руде. Дијаманти из лежишта су квалитетни, што је представљало високу процењену вредност резерви на 12 милијарди долара. Процењено је да је ефективни век трајања налазишта дијаманата око 50 година од пуштања постројења у рад.
Предузеће ОЈСЦ Апатит, које се налази на Кољском полуострву, било је водећи произвођач концентрата апатита у Русији и један од водећих светских добављача фосфатне сировине; његове основне активности биле су вађење и богаћење руда апатита и нефелин-сијенита на 10 налазишта која су проценила да су комбиноване резерве 3,5 Гт. Развојни план за Апатит до 2015. године претпоставља оптимални ниво производње апатитног концентрата од 8,5 Мт/год који би захтевао ниво вађења руде од 27 до 28 Мт/год. Да би одржало производњу, предузеће би требало да значајно развије подземни рудник. 2001. проценат руде која се вади под земљом био је 38%; до 2015. године очекивало се да ће се овај проценат повећати на 75%. Такође су биле потребне инвестиције у обнову комплекса за обогаћивање, смањење трошкова енергије, смањење штетних емисија по животну средину и набавку нове опреме за побољшање продуктивности рада.
Крајем 2016. године, АЛРОСА је објавила да је рудник Мир у Сибиру достигао пуни предвиђени капацитет и да се очекује да ће произвести дијаманте у вредности од преко 400 милиона долара годишње.

#### Фосфатна стена
Предузеће ОЈСЦ Апатит, које се налази на Кољском полуострву, било је водећи произвођач концентрата апатита у Русији и један од водећих светских добављача фосфатне сировине; његове основне активности биле су вађење и богаћење руда апатита и нефелин-сијенита на 10 налазишта која су проценила да су комбиноване резерве 3,5 Гт. Развојни план за Апатит до 2015. године претпоставља оптимални ниво производње апатитног концентрата од 8,5 Мт/год који би захтевао ниво вађења руде од 27 до 28 Мт/год. Да би одржало производњу, предузеће би требало да значајно развије подземни рудник. 2001. проценат руде која се вади под земљом био је 38%; до 2015. године очекивало се да ће се овај проценат повећати на 75%. Такође су биле потребне инвестиције у обнову комплекса за обогаћивање, смањење трошкова енергије, смањење штетних емисија по животну средину и набавку нове опреме за побољшање продуктивности рада. 

### Минерална горива и сродни материјали
Пројекције руске производње горива заснивају се на енергетској стратегији земље за Русију за период до 2020. године коју је 2003. године издало Министарство енергетике Руске Федерације. Ова стратегија предвиђа три потенцијална сценарија: оптимистични, умерени и критични. Оптимистични сценарио карактерише раст БДП-а по стопи од 4,7% до 5,2% годишње, седмоструко повећање инвестиција у фиксни капитал за овај период у поређењу са нивоом из 2000. године и високе светске цене нафте и гаса. Цене нафте предвиђене овом стратегијом за 2003. годину, чак и за оптимистични сценарио, биле су око половине цена нафте из 2005. године. Умерени сценарио карактерише раст БДП-а од 3,3% до 3,4% годишње до 2020. године, пораст улагања у основни капитал за 3,6 пута и фиксне цене нафте на нешто више од половине оптимистичног сценарија и цена гаса око 20% ниже него у оптимистичном сценарију. Критични сценарио карактеришу пре свега ниске светске цене нафте.

#### Угаљ
Енергетска стратегија за Русију за период до 2020. предвиђа потребу да се производња угља повећа на између 310 и 330 Мт до 2010. године и на између 375 и 430 Мт до 2020. године како би се задовољила очекивана домаћа потражња. Русија има 22 базена угља са 114 лежишта угља који су неравномерно распоређени по целој земљи. У 2005. години земља је имала 241 рудник угља који је радио у 104 подземна рудника и 137 површинских копова са укупним производним капацитетом од 315 Мт/год. Укупне резерве угља регистроване у Државном регистру резерви процењене су на око 200 Гт, а регистроване резерве у истраженим категоријама А + Б + Ц1 у систему класификације резерви који је коришћен у Совјетском Савезу, а касније у Русији пријављене су као 106 Гт. То укључује резерве угља у постојећим рудницима угља, у рудницима у изградњи и у детаљно истраженим деловима за нову изградњу рудника. Као што је предвиђено програмом енергетске стратегије земље, производња угља мора се повећати за 10 до 15 Мт/год између 2005. и 2010. године и за укупно 105 Мт до 2020. године. Иако је стварање додатних капацитета за производњу угља кроз надоградњу и проширење постојећих рудника и развој нових рудника било могуће на основу резерви, то би захтевало ниво улагања у сектор угља далеко већи од историјског нивоа улагања у прошлих 5 година и доводи у сумњу изводљивост планираног проширења. По тренутним стопама улагања, капацитет производње угља до 2020. године био би око 375 Мт/год. Овај оптимистични инвестициони сценарио у великој мери би зависио од повећања страних инвестиција, посебно кинеских, јапанских и јужнокорејских компанија.

#### Природни гас
Енергетска стратегија земље предвиђа да ће се производња природног гаса кретати између 635 и 665 милијарди кубних метара у 2010. години и између 680 и 730 милијарди кубних метара у 2020. години. Ови циљеви производње гаса требало је да се постигну развојем у традиционалним регионима за производњу гаса, од којих је главни Западни Сибир, и у новим провинцијама за производњу нафте и гаса у Источном Сибиру, на руском Далеком истоку, у Европском северу, укључујући приобаље у Арктичком мору и на полуострву Јамал. Заједно са развојем великих поља, стратегија препоручује развој малих гасних поља, пре свега у европском делу земље у планинама Урал, Волга и северозападним областима.
Скоро сва производња гаса у земљи била је под контролом компаније Гаспром. Гаспромова прогноза производње природног гаса тражила је само умерени раст производње од око 1,3% до 2008. године. Раст руског сектора природног гаса успорен је пре свега старењем поља, државном регулативом, монополском контролом Гаспрома над индустријом и недовољним извозним цевоводима. Три главна поља у западном Сибиру - Медвежје, Уренгој и Јамбург - чинила су више од 70% укупне производње природног гаса Гаспрома, али та поља су пропадала. Иако је Гаспром пројектовао раст производње свог природног гаса између 2008. и 2030. године, највећи део раста руског природног гаса за производњу очекује се да ће доћи из независних гасних компанија, као што су Itera, Northgas и Novatek.
Подружница Гаспрома објавила је извештај у коме препоручује промену извозне стратегије за руску гасну индустрију. Утврђено је да Русија треба да смањи извоз природног гаса на европска тржишта и да се уместо тога концентрише на развој нових гасних поља како би ишла у корак са домаћом потражњом, која је расла брже него што је предвиђено у извештају из 2003. године и могла би захтевати развој нових гасних поља на полуострву Јамал и на другим местима.

#### Нафта
Енергетска стратегија за Русију за период до 2020. године укључује неколико сценарија који предвиђају распон руске производње нафте између 445 и 490 Мт/год до 2010. и између 450 и 520 Мт/год у 2020. Производња и раст производње нафте требали су бити усредсређени на традиционалне регије за производњу нафте, као што су Западни Сибир, Северни Кавказ и регион Волга, као и нове провинције нафте и гаса на европском северу (Тиман-Пекора регион), на истоку Сибира и руском Далеком истоку, а на југу у северном каспијском региону. Иако би база производње нафте у земљи за овај период остала западно-сибирска нафтна и гасна покрајина, приоритетна подручја за нови развој требала би бити у источном и јужном региону земље. Нова дешавања на терену вероватно ће произвести готово сав годишњи раст нафте у Русији у наредних 5 година и вероватно ће произвести више од половине нафте у земљи 2020. године. У наредних 5 година, нови теренски развој на пројектима помогли би у надокнађивању смањења производње на старијим пољима.

#### Уранијум
Ископавање уранијума у Русији у потпуности је вршила корпорација ЈСЦ ТВЕЛ, рударско предузеће у Курганској области и у Бурјатији. Годишња производња уранијума била је око 3.400 т. Руде и раствори који садрже уранијум прерађивани су да би се добили концентрати уранијума, који су отпремљени на даљу прераду у машинско постројење ЈСЦ Шепетски.
Годишња потрошња природног уранијума у земљи износила је приближно 9000 т. Према пројекцијама, потражња за ураном од стране нуклеарне индустрије у Русији ће порасти за 1,7 пута. Програм „ТВЕЛ Уранијум“ покренула је ТВЕЛ Корпорација за даљи развој производње уранијума до 2010. године; предвиђено је повећање на 4.300 т уранијума у 2010. години. Рударство се развијало у предузећу JSC Dalur у Курганској области, које је 2005. произвело око 200 т уранијума. Предузеће је планирало да повећа производњу за 15% до 20% годишње како би произвело 1.000 т до 2010. Изградња рудника бр. 6 на лежишту Приаргунски започела је ради повећања производње руде.

##### Проширење у иностранство
Јужна Африка
Током 2013. и 2014. године Владимир Путин се састао са председником Јужне Африке Џејкобом Зумом како би разговарао о ширењу рударства уранијума и потписао споразум о нуклеарној енергији између обе нације. Споразум је обухватио право на тендер за предложену изградњу осам нових нуклеарних реактора чија је вредност већа од 100 милијарди долара.  2017. године Русија је предала своју понуду.
Канада
Rosatom је 2009. године почео да купује акције компаније Uranium One у покушају да прошири рударске операције у иностранству. Прва куповина била је за 17% акција. Улог је 2010. повећан на 51%, а до 2013. у 100% власништво.  Куповина рударске компаније са седиштем у Канади дала је Русији власништво над америчким рудником у Вајомингу.